# Nicola Logroscino

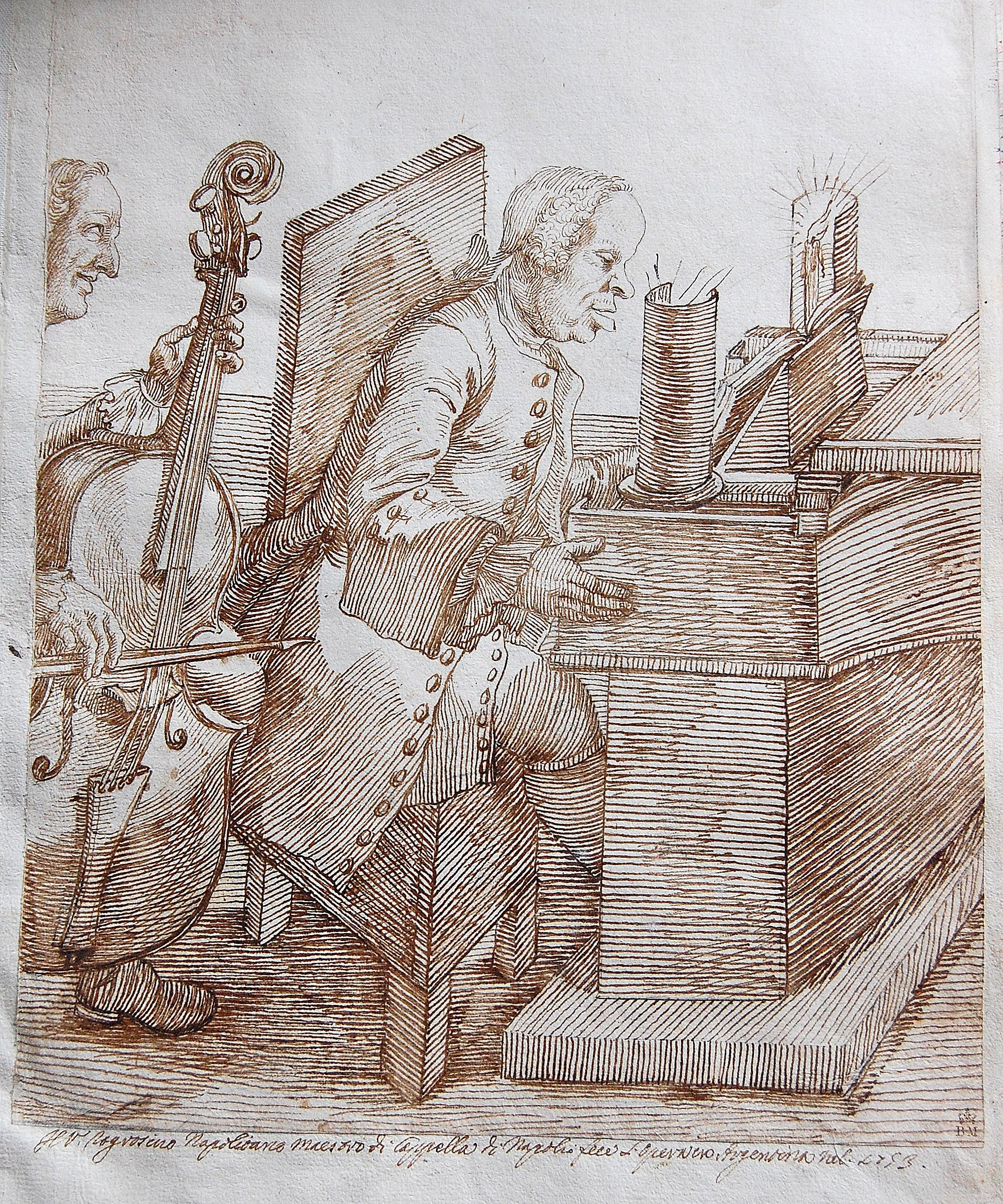
Nicola Logroscino, tekening door Pier Leone Ghezzi, 1753.

Nicola Bonifacio Logroscino (Bitonto, 1698 – omstreeks 1765) was een Italiaans componist die vooral bekend is van zijn opera's.

## Biografie
Nicola Logroscino werd geboren in Bitonto (Bari) en was een leerling van Giovanni Veneziano. In 1738 werkte hij samen met Leonardo Leo in de haastig gecomponeerde productie van Demetrio. In de herfst van datzelfde jaar produceerde hij een komische opera, L'inganno per inganno. Dit was de eerste in een lange reeks van komische opera's, waardoor hij vanwege doorslaand succes de bijnaam "il Dio dell'opera buffa" kreeg.  Hij ging naar Palermo, waarschijnlijk in 1747, om zich als docent te vestigen. Als operacomponist schreef hij zijn laatste opera in 1760. Er wordt verondersteld dat hij in 1765 is overleden.

## Uitvinder operafinale
Nicola Logroscino is samen met Leonardo Leo gecrediteerd als uitvinder van de gezamenlijke operafinale. Verder is hij door Gioacchino Rossini geklasseerd als muzikaal humorist. 

## Werken

### Opera's
Er zijn 43 opera's bekend, het jaartal refereert aan het jaar van de eerste uitvoering.
- Lo creduto infedele (opera buffa, libretto van Antonio Palomba, Napels, 1735)
- Tanto ben che male (1735 & 1738, Napels)
- Il vecchio marito (1735 & 1738, Napels)
- Il Quinto Fabio (muziekdrama, libretto van Antonio Salvi, 1738, Rome)
- Inganno per inganno (opera buffa, libretto van Gennaro Antonio Federico, 1738, Napels)
- La violante (opera buffa, libretto van Antonio Palomba, 1741, Napels; herbewerking van L'amor costante van Pietro Auletta)
- Amore ed amistade (opera buffa, 1742, Napels)
- La Lionora (opera buffa, libretto van Gennaro Antonio Federico, 1742, Napels)
- Adriano (muziekdrama, libretto van Pietro Metastasio, 1742)
- Il Riccardo (opera buffa, 1743, Napels)
- Festa teatrale per la nascita del Reale Infante (1e deel) (feestmuziek, 1743, Napels; 2e deel gecomponeerd door Gennaro Manna)
- Il Leandro (opera buffa, libretto van Antonio Villani, 1743, Napels)
- Ciommettella correvata (opera buffa, libretto van Pietro Trinchera, 1744, Napels; later uitgevoerd als Lo Cicisbeo, 1751, Napels)
- Li zite (opera buffa, libretto van Pietro Trinchera, 1745, Napels)
- Don Paduano (opera buffa, libretto van Pietro Trinchera, 1745, Napels)
- Il governatore (opera buffa, libretto van Domenico Canicà, 1747, Napels)
- La Costanza (opera buffa, libretto van Antonio Palomba, 1747, Napels)
- Il Giunio Bruto (muziekdrama, libretto van Mariangela Passeri, 1748, Rome)
- La contessa di Belcolore (intermezzo, libretto van Niccolò Carulli, 1748, Firenze)
- Li despiette d'ammore (1e en 2e akte) (opera buffa, libretto van Antonio Palomba, 1748, Napels; 3e akte van Nicola Calandro)
- A finta frascatana (opera buffa, libretto van Gennaro Antonio Federico, 1751, Napels; herbewerking van L'amor vuol sofferenza van Leonardo Leo)
- Amore figlio del piacere (opera buffa, libretto van Antonio Palomba, 1751, Napels; in samenwerking met Giuseppe Ventura)
- Lo finto Perziano (opera buffa, libretto van Pietro Trinchera, 1752, Napels)
- La Griselda (opera buffa, libretto van Antonio Palomba, 1752, Napels)
- La pastorella scaltra (intermezzo, 1753, Rome)
- L'Elmira generosa (opera buffa, libretto van Pietro Trinchera, 1753, Napels; in samenwerking met Emanuele Barbella)
- L'Olimpiade (muziekdrama, libretto van Pietro Metastasio, 1753, Rome)
- Le chiajese cantarine (opera buffa, libretto van Pietro Trinchera, 1754, Napels; in samenwerking met Domenico Fischietti; herbewerking van L'abate Collarone van Domenico Fischietti)
- La Rosmonda (opera buffa, libretto van Antonio Palomba, 1755, Napels; in samenwerking met Carlo Cecere en Tommaso Traetta)
- Le finte magie (opera buffa, 1756, Napels)
- I disturbi (opera buffa, 1756, Napels; in samenwerking met Tommaso Traetta)
- La finta 'mbreana (opera buffa, libretto van G. Bisceglia, 1756, Napels; in samenwerking met Pasquale Errichelli)
- La fante di buon gusto (opera buffa, libretto van Antonio Palomba, 1758, Napels; later uitgevoerd als  La furba burlata met hulp van Niccolò Piccinni en Giacomo Insanguine, 1760, Napels)
- Le nozze (3e akte) (pastiche, libretto van Carlo Goldoni, 1760, Palermo; 1e en 2e akte van Baldassarre Galuppi)
- Il Natale di Achille (drama, libretto van Giovanni Baldanza, 1760, Palermo)
- Perseo (drama, libretto van Giovanni Baldanza, 1762, Palermo)
- L'innamorato balordo (opera buffa, libretto van De Napoli, 1763, Napels; in samenwerking met Giacomo Insanguine)
- Le viaggiatrici di bell'umore (opera buffa, libretto van De Napoli, 1763, Napels; in samenwerking met Giacomo Insanguine)
- Il tempo dell'onore (drama, libretto van Giovanni Baldanza, 1765, Palermo; in samenwerking met Antonino Speraindeo)
- La gelosia (blijspel, 1765, Venetië)

### Andere werken
- Il mondo trionfante nella concezione di Maria sempre Vergine (kerkmuziek, Brno, 1730)
- Oratorio in onore di Sant'Anna (oratorium, 1746, Napels)
- Stabat mater in Es majeur voor sopraan, contralto, 2 violen en basso continuo (1760, Palermo)
- Ester (oratorium, 1761, Catania)
- La spedizione di Giosue contro gli Amalechiti (oratorium, 1763, Palermo)
- Gesù presentato nel tempio (kerkmuziek)
- La tolleranza premiata (kerkmuziek)
- Stabat mater in g mineur voor sopraan, contralto, 2 violen, altviool en basso continuoo (in de catalogus van de Bibliotheek van het Conservatorium van Napels genoemd, hoewel toegeschreven aan Caffaro)
- Parafrasi dello Stabat mater  in Es majeur voor sopraan, contralto, tenor, 2 violen, altviool, fagot en basso continuo
- Vari salmi voor sopraan, contralto, tenor, bas, 2 violen en basso continuo
- Strijkkwartet in D majeur
- Fluitconcert
- Sinfonia in D majeur

- Biblioteca Nacional de España: XX1766133
- Gemeinsame Normdatei: 121409171
- International Standard Name Identifier: 0000 0000 8349 6101
- Library of Congress Control Number: n79089445
- MusicBrainz: bac22775-647d-4af7-a257-c6cf91216fc5
- Nationale Bibliotheek van Tsjechië: mzk2015857127
- Nationale Bibliotheek van Israël: 987007282710105171
- Istituto Centrale per il Catalogo Unico: SBLV066164
- SNAC: w6c85vhz
- Trove: 1077455
- Virtual International Authority File: 435323
- WorldCat: E39PBJjdcgRDvdyRtGxJptgkDq